# Eugen Dietrich Graue

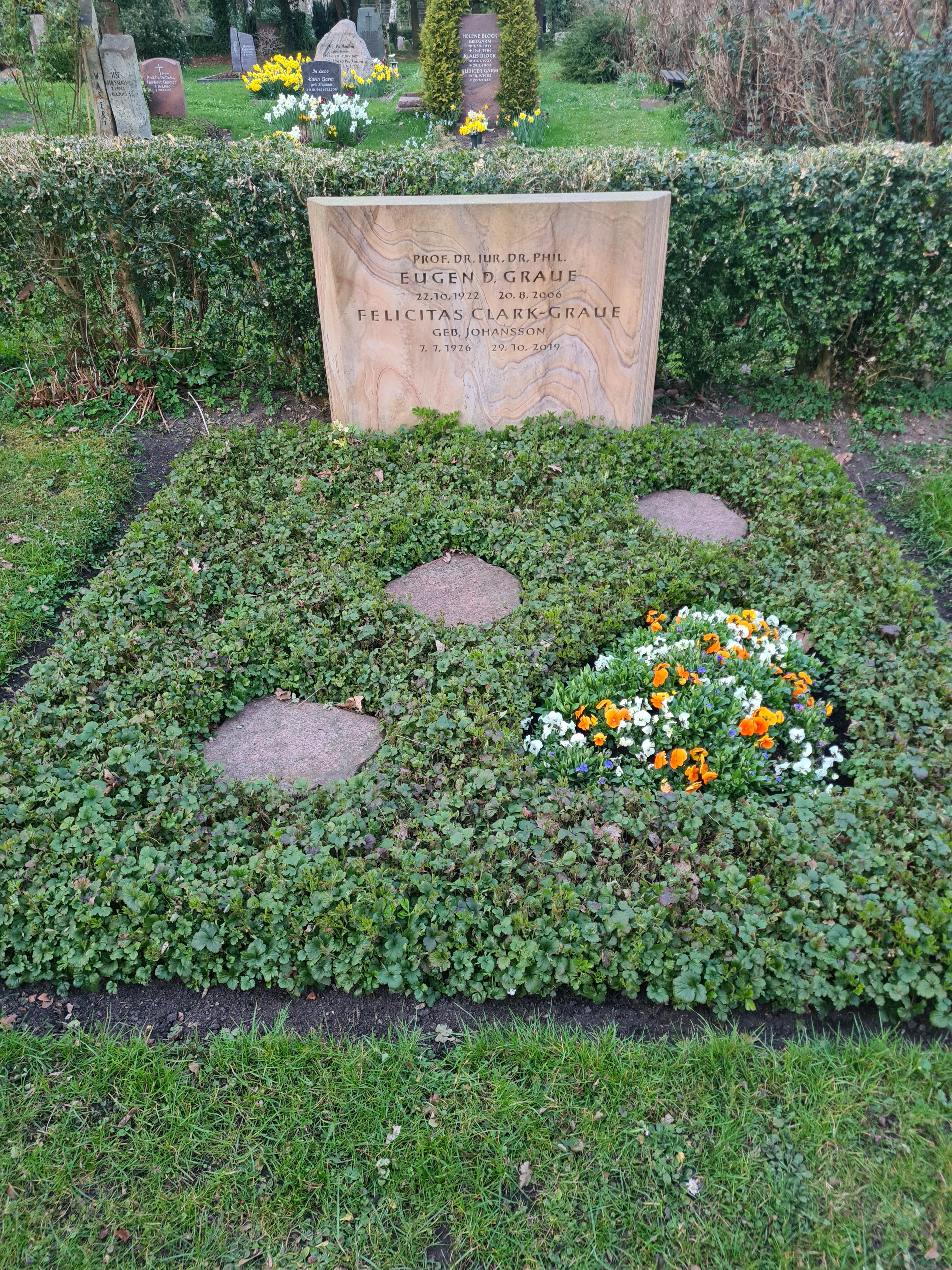
Das Grab von Eugen Dietrich Graue und seiner Ehefrau Felicitas Clark-Graue geborene Johansson auf dem Parkfriedhof Eichhof

Eugen Dietrich Graue (* 22. Oktober 1922 in Bremen; † 20. August 2006) war ein deutscher Rechtswissenschaftler und Hochschullehrer.

## Leben und Wirken
Eugen Dietrich Graue war der Sohn eines Überseekaufmanns. Er leistete von 1940 bis 1945 Wehrdienst. Von 1946 bis 1950 studierte er Geschichte, Rechtswissenschaften und Neugriechische und Südslawische Philologie an den Universitäten Heidelberg und München. 1948 legte er die erste juristische Staatsprüfung ab. 1949 wurde er mit der Arbeit Die Fahrnisübereignung durch Kauf im englischen und nordamerikanischen Recht bei Karl Blomeyer an der Universität München zum Dr. jur. promoviert. Ab 1950 studierte er Rechtswissenschaften an der University of Michigan Law School in Ann Arbor und erlangte 1952 den Abschluss Master of Laws (LL.M.). 1952 wurde er an der Universität München mit der Arbeit Die Verfassungsideen der serbischen Radikalen und ihre Verwirklichung zum Dr. phil. promoviert. 1953 legte er die zweite juristische Staatsprüfung ab.
Von 1952 bis 1957 war er Sachbearbeiter für Auslandsrecht in der Rechtsabteilung des Vereins Deutscher Maschinenbau-Anstalten in München. Im Auftrag des Verbandes erarbeitete er die Schrift Der Eigentumsvorbehalt im ausländischen Recht, die später von Manfred Thamm weiter bearbeitet wurde. Von 1954 bis 1963 war er Dozent für englische und romanische Rechtsterminologie am Sprachen & Dolmetscher Institut München und von 1956 bis 1964 in München als Rechtsanwalt tätig. 
1957 wurde er Wissenschaftlicher Assistent für Rechtsvergleichung an der Ludwig-Maximilians-Universität München. 1962 habilitierte er sich bei Eugen Ulmer mit der Arbeit Die mangelfreie Lieferung beim Kauf beweglicher Sachen für Bürgerliches Recht, Internationales Privatrecht und Rechtsvergleichung. und wurde Privatdozent an der Universität München.
1964 wurde er ordentlicher Professor für Bürgerliches Recht, Internationales Privatrecht, Rechtsvergleichung und Rechtsphilosophie an der Rechts- und Staatswissenschaftliche Fakultät der Christian-Albrechts-Universität zu Kiel. Zu seinen Schülern gehören Gerhard Köbler und Dagmar Coester-Waltjen. 
Von 1964 bis 1987 war er Richter am Schleswig-Holsteinischen Oberlandesgericht.

## Schriften
- Die Fahrnisübereignung durch Kauf im englischen und nordamerikanischen Recht. Eine rechtsvergleichende Studie. Dissertation. Universität München 1949, DNB 480233292.
- Die Verfassungsideen der serbischen Radikalen und ihre Verwirklichung. Monarchie und Volkssouveränität in Serbien (1868–1903). Dissertation. Universität München 1952, DNB 480337888.
- Der Eigentumsvorbehalt im ausländischen Recht. Maschinenbau-Verlag, Frankfurt am Main 1953, DNB 451646347. Spätere Bearbeitungen durch Manfred Thamm.
- Die mangelfreie Lieferung beim Kauf beweglicher Sachen. Habilitationsschrift. Universität München 1962. Recht und Wirtschaft, Heidelberg 1964, DNB 451646363.